# Антон Мартин Сломшек
Антон Мартин Сломшек (словен. Anton Martin Slomšek; Унише, 26. новембар 1800 — 24. септембар 1862) био је словеначки римокатолички прелат, који је служио као епископ Лаванта од 1846. до своје смрти. Био је аутор и песник, као и заговорник националне културе. Служио је у разним жупама као прост свештеник пре него што је постао бискуп у коме се његов патриотски активизам повећао на виши степен, пошто је заговарао писање и потребу за образовањем. Написао је уџбенике за школе, укључујући оне које је сам отворио, и био је гласни присталица екуменизма и предводио је напоре за постизање већег дијалога са другим верама са нагласком на православној цркви.
Његово проглашење свецем почело је 1930-их, када су подношене молбе за почетак формалног разлога, све је то кулминирало 19. септембра 1999, када је папа Јован Павле II председавао свецем покојног бискупа у Марибору.

## Биографија
Рођен је 26. новембра 1800. у Униши, као осмо дете сељака Марка Сломшека и Марије. Свештеник Блаж Сломшек (1708—1740) био је његов стриц, а Јанез Сломшек (1831—1909) син рођака Грегорија по оцу.
Теолошке и филозофске студије похађао је од 1821. године (школски друг му је био песник Франце Прешерен) како би ступио у свештенство и као такав је касније заређен 8. септембра 1824. године у Клагенфурту. Прву мису одржао је 26. септембра у Олимју. Прво је служио као парохијски капелан у Бизељској, а затим у Новој Церкеви. Од 1829. до 1838. служио је као духовни директор богословије у Клагенфурту. Године 1838. постао је парох. Године 1844. преселио се у Санкт Андре и водио школу у Лаванту, истовремено служећи и као каноник катедрале. Парохијски свештеник у Цељу постао је марта 1846. године непосредно пре именовања за епископа. У једном од својих коначних именовања, папа Гргур XVI одредио је Сломшека за новог епископа Лаванта и службу је примио неколико месеци касније у Салцбургу, мада је формално постављање прославио тек септембра 1859.
Тежио је верском образовању у школама и образовању на словеначком језику, почео је писати бројне књиге на ту тему. Сломшек је важио за изврсног проповедника, као и за неуморног и скромног духовника. Владика је надгледао изградњу нових школа, а сам је издавао уџбенике за ученике и уређивао друге, истовремено објављујући сопствене беседе и епископске изјаве. Такође је писао песме и неке од њих (попут En hribček bom kupil) постигле су велики друштвени статус, а неке се и данас певају. Заједно са Андрејем Ајншпилером и Антоном Јанежићем био је суоснивач удружења Хермагорас које је најстарија словеначка издавачка кућа. Основао је покрете за веће напоре екуменизма. Папа Пије IX поверио му је мисију да обнови верски живот у бенедиктинским манастирима и тако је обавио низ апостолских посета да би видео ова места. Позвао је лазаристе да се настане у његовој епархији и 1846. покренуо је лист Drobtinice за своју епархију. Такође је основао братство светих Ћирила и Методија 1851. године за већи екуменизам са православном црквом. Сломшек је подржао оне у мисијама и подстакао духовне вежбе.
Преминуо је 24. септембра 1862. године, у Марибору, након што је неко време патио од низа стомачних болести. Његови посмртни остаци покопани су у мариборској катедрали.

## Беатификација
Процес беатификације отворен је у Марибору у информативном процесу који је истраживао његов живот и врлине, а који су касније добили потврду 2. децембра 1994. од конгрегације за каузе светаца. Процена је извршена 1995. године. Историчари су први пут одобрили 9. јануара 1996. године, као и теолози 2. априла 1996. године. Његов херојски живот потврђен је 13. маја 1996. године, што је омогућило папи Јовану Павлу II да га прогласи свецем.
Чудо за његову беатификацију је истражено и добило је валидацију 20. јуна 1996. пре него што га је медицинско веће одобрило 4. фебруара 1997. теолози су то такође учинили 20. јуна 1997. Јован Павле II одобрио је ово чудо 3. јула 1998. године и прогласио Сломшека за свеца у Марибору, док је био у Словенији 19. септембра 1999.